# الجعشيشة (القفر)

تعديل مصدري - تعديل

الجعشيشة هي إحدى قرى عزلة بني مرغم بمديرية القفر التابعة لمحافظة إب، بلغ تعداد سكانها 903 نسمة حسب تعداد اليمن لعام 2004.